# Tossal del Corcó
El Tossal del Corcó és una muntanya de 341 metres que es troba al municipi de Castelldans, a la comarca catalana de les Garrigues.